# Купфер, Элизар фон
Элизар фон Купфер (нем. Elisàr August Emanuel von Kupffer; 19 февраля 1872, Амбла, Эстляндская губерния, Российская империя — 31 октября 1942, Минузио, Тичино, Швейцария) —  европейский художник, литератор и философ. Известен также под псевдонимом Элисарион (Elisarion). Он составил первую в мире антологию гомосексуальной литературы (на немецком языке). Элизар фон Купфер также был одним из ярких художников гоморомантической живописи первой половины XX века, а также основателем эзотерического течения «кларизма», которое достигло наивысшей точки рассвета в оформлении «Храма кларизма» в Минузио.

## Биография

### В Российской империи

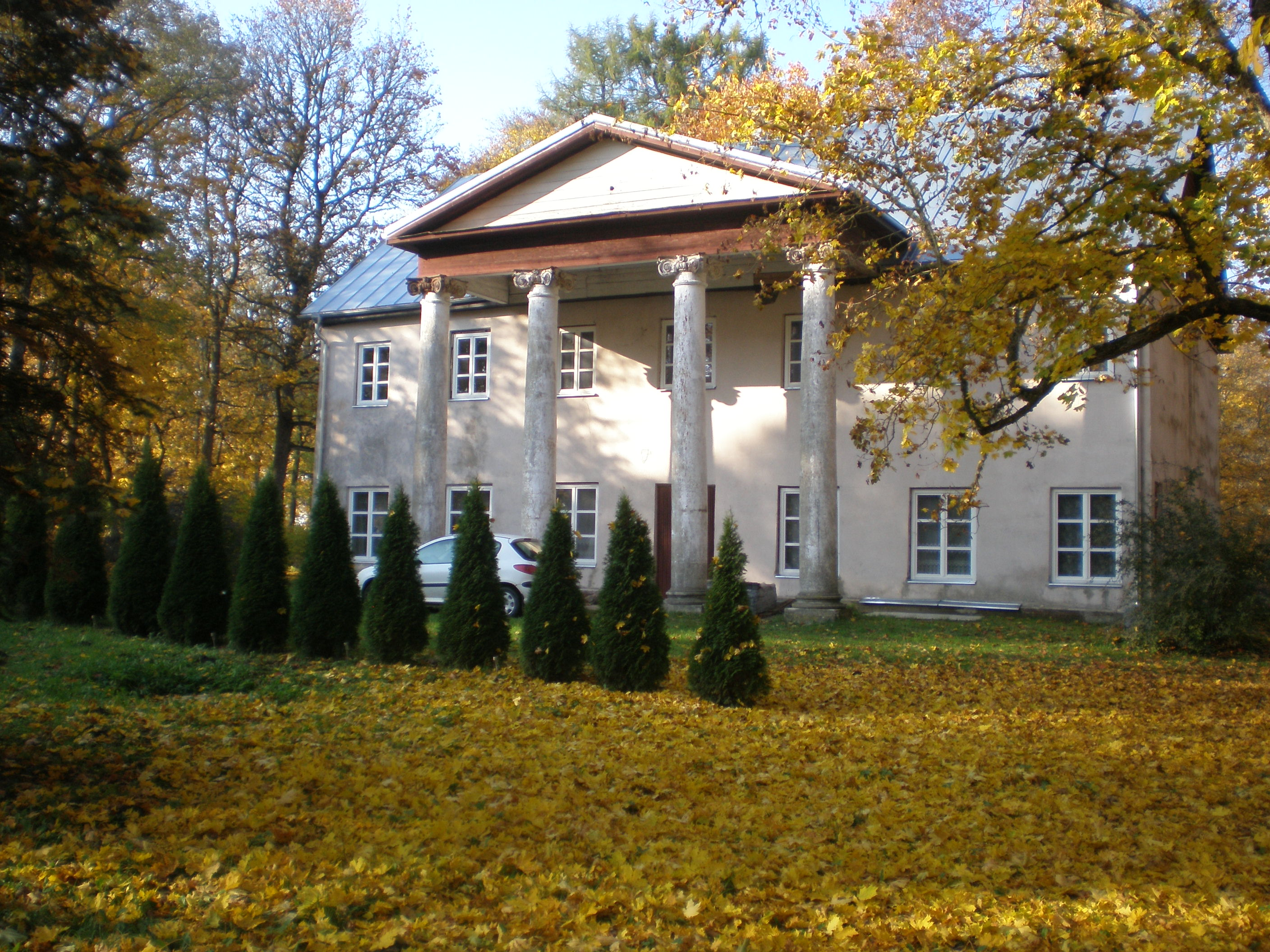
Усадьба Йоотме

Элизар фон Купфер родился 20 февраля 1872 года в местечке Софиенталь в районе эстонского Амбле. Его отец Адольф фон Купфер происходил из старинного дворянского рода балтийских немцев, берущего свои корни в Саксонии. Сын ревельского учителя, получив образование в Дерптском (ныне Тартуском) университете, он работал уездным врачом. Мать Элизабет Мари Кристин, урожденная Томсен, была дочерью эстонского банковского служащего и эмигрантки из Швеции. Эта семейная линия имела много музыкантов-органистов среди родных.
Элизар фон Купфер был третьим из четырёх детей в семье, средним из троих сыновей. Он рос болезненным ребёнком: в пять лет переболев менингитом и ревматоидным артритом, в дальнейшем страдал «общей чувствительностью нервов», перенесённая скарлатина привела к частичной глухоте, перенес корь и страдал близорукостью. Элизар фон Купфер описывал своё детство как вступление в «мир путаницы», порождённый «мачехой-природой». Несмотря на это, он с ранних лет отличался повышенным интеллектом: научился писать в пять лет, а в девять уже сочинил свою первую пьесу «Дон Ирсино».
В детстве Элизар фон Купфер сторонился всех видов «юношеских игр и занятий», «любил красоту» и испытывал «инстинктивный страх перед уродством». В своих воспоминаниях он также особо отмечал влияние балтийской протестантской немецкой культуры, которая активно поддерживалась в семье.
В 1883 году семья переехала в поместье на мызе Йоотме в том же районе (ныне уезде Тапа). Особняк в стиле балтийского ампира на всю жизнь стал для Элизара фон Купфера воплощением «нетронутого рая». Параллельно он поступил в гимназию в Ревеле, где проживало много родных семьи. Начало его учёбы совпало с кампанией насильственной русификации, инициированной недавно взошедшим на престол императором Александром III. В результате отторжения этой политики Элизар фон Купфер так и не смог выучить русский язык в совершенстве и не воспринимал его как часть своей культуры.
В 1891 году Элизар фон Купфер поступил в немецкое училище Святой Анны в Санкт-Петербурге, которое закончил два года спустя. В тоже время его старший брат Иоганнес учился в Художественной школе Штиглица. На этот период жизни Элизара фон Купфера пришлось два важных события. Во-первых, в 1892 году заболела раком и через год умерла его мать, что сильно потрясло юношу и отдалило от «старой веры». Во-вторых, в этот же период в Левашове Элизар фон Купфер познакомился с Агнес фон Хойнинген-Хюне, своей первой влюблённостью, и с сыном главврача Евангелической больницы Эдуардом фон Майером (1873—1960), человеком, который в дальнейшем стал его ближайшим другом, соратником и возлюбленным на всю жизнь.
В 1893 году Элизар фон Купфер поступил на факультет истории Востока Санкт-Петербургского университета, но вскоре перевёлся на юридический, где сдал промежуточные экзамены в 1894 году. В это же время в Йоотме он написал пьесу «Die toten Götter» («Мертвые боги»), которая отразила его кризис веры.

### В Германии

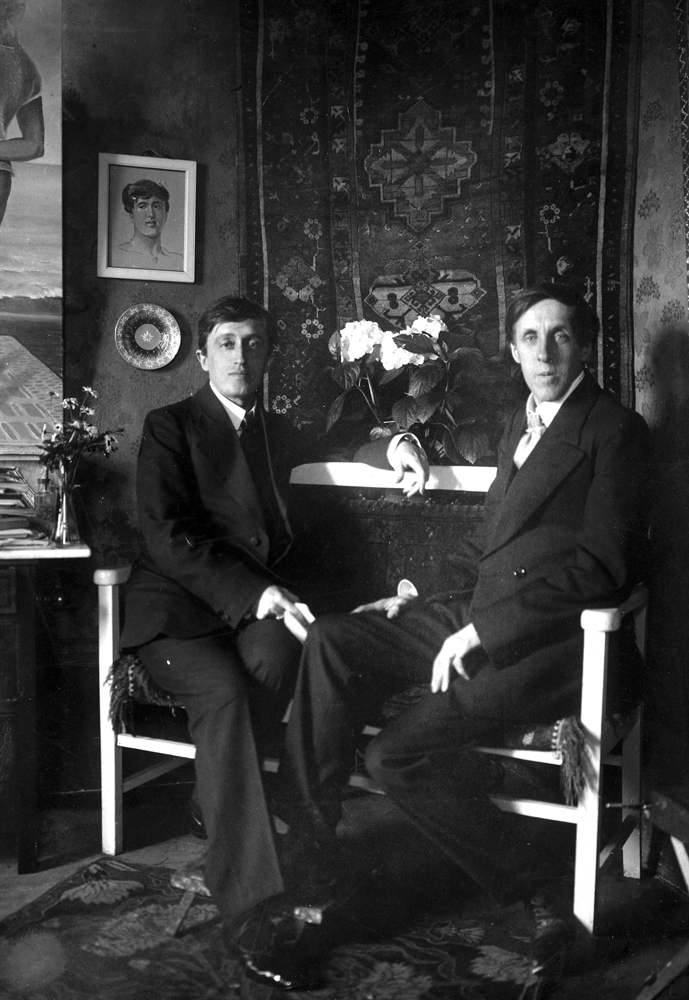
Фотопортрет Элизара фон Купфера и Эдуарда фон Майера ок. 1930 гг.

В 1884 году Эдуард фон Майер переехал в Женеву. Это ещё больше ввергло в смятение Элизара фон Купфера, в результате чего в том же году он отправился поездку в Германию. На следующий год он вернулся туда, став изучать в Берлине и Мюнхене историю, философию, этнографию, социальную экономику и историю искусств, посещал занятия в Берлинской академии изящных искусств. На этом фоне происходили важные события в личной жизни: переосмысление юношеской влюблённости в Агнес фон Хойнинген-Хюне, осознание своих чувств к Эдуарду фон Майеру, его попытка самоубийства, начало совместного проживания с ним, ещё большие отдаление от культурных корней и смерть отца. Сам Элизар фон Купфер описывал этот период жизни как время «самореализации» и «эволюционных изменений».

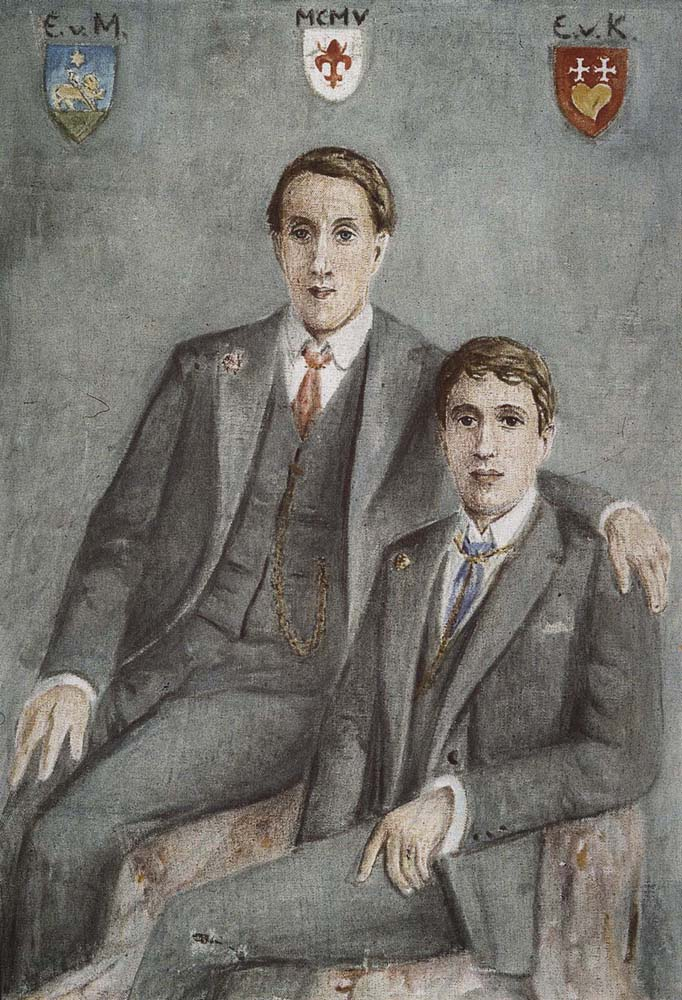
Автопортрет Элизара фон Купфера с Эдуардом фон Майером

Элизар фон Купфер попробовал себя как писателя, издав книгу стихов «Leben und Liebe» («Жизнь и любовь»), драму «Der Herr der Welt» («Властелин мира»), три одноактные пьесы под названием «Irrlichter» («Призрачные огни») и антологию «Ehrlos» («Позорный»).
В 1897 году Эдуард фон Майер защитил диссертацию по эстетике философа Артура Шопенгауэра в университете Галле, а Элизар фон Купфер забросил свои занятия в академии искусств. С этого момента их жизни сплелись неразрывно. Они вместе отправились в путешествие по Италии. Через перевал Сен-Готард молодые люди прибыли в Венецию, затем посетили Флоренцию, Рим, Неаполь, Капри, Искья и Помпеи, на обратном пути они проехали через Таормину, Мессину, Катанию, Сиракузы, Палермо, Рим, Монте-Карло, Авиньон, Женеву, и вернулись в Берлин. Эта поездка произвела огромное впечатление на Элизара фон Купфер. И поскольку оба юноши испытывали проблемы со здоровьем, то они продолжили такие «курортные» путешествия и в дальнейшем.
В 1898 году в Берлине Элизар фон Купфер начал писать первую в мире антологию однополой любви «Lieblingminne und Freundesliebe in der Weltliteratur» («Дружеская любовь и любовь между друзьями в мировой литературе»), которая стала в том числе реакцией на судебный процесс над английским писателем Оскаром Уайльдом по обвинению в «грубой непристойности». В 1899 году случилась ещё одна поездка в Италию. Во время пребывания Риме здоровье Элизара фон Купфера резко ухудшилось. Этот кризис подтолкнул его к формулированию новой эзотерической философии «кларизма», что вероятно намекало на противостояние распространённым в то время идеям монизма. В 1900 году антология вышла в печати. В ней Элизар фон Купфер оппонировал медикализированным взглядам на гомосексуальность немецких учёных Рихарда фон Крафт-Эбинга и Магнуса Хиршфельда, рассматривая феномен однополой любви прежде всего как культурно-исторический. Он стремился не оправдать гомосексуальное влечение, а описать его через широкий контекст наследия человечества как элемент цивилизационного прогресса. В своём исследовании Элизар фон Купфер обращался к примерам из истории Античности, Возрождения и немецкого романтизма. При этом он противопоставлял мужественных и женоподобных гомосексуалов, воспевая первых и клеймя последних. Введение книги было опубликовано в немецком гомосексуальном журнале «Der Eigene». Антология вызвала ожесточённую критику в кайзеровской Германии. На этом фоне Элизар фон Купфер всё больше был захвачен своей новой философией и принял псевдоним Элисарион. В 1902 году вместе с Эдуардом фон Майером они покинули Берлин и переехали во Флоренцию.

### В Италии

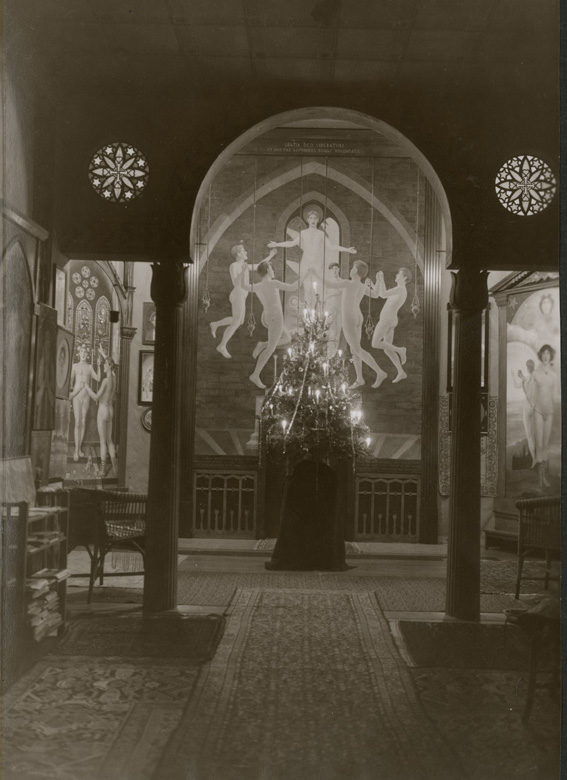
Вид напротив преддверия ротонды с циклорамой

Исследователи отмечают, что переезд пары во Флоренцию помимо соображений поддержания здоровья и продолжения образования, в значительной степени был обусловлен опасениями уголовного преследования согласно антигомосексуальному немецкому параграфу 175. Данная практика смены места жительства была распространена в то время среди квир-персон. Они также надеялись найти новую среду для развития своего философского учения. Тем не менее связи с Германией не оборвались. В 1911 году Элизар фон Купфер с партнёром организовали в Мюнхене издательство «Klaristische Verlag Akropolis». В нём были изданы основные их философские труды «новой веры»: «Hymnen der heiligen Burg» («Гимны священного замка»; 1911), «Ein neuer Flug und eine heilige Burg» («Новый полет и Священный замок»; 1911), «Der unbekannte Gott» («Неизвестный Бог»; 1912).

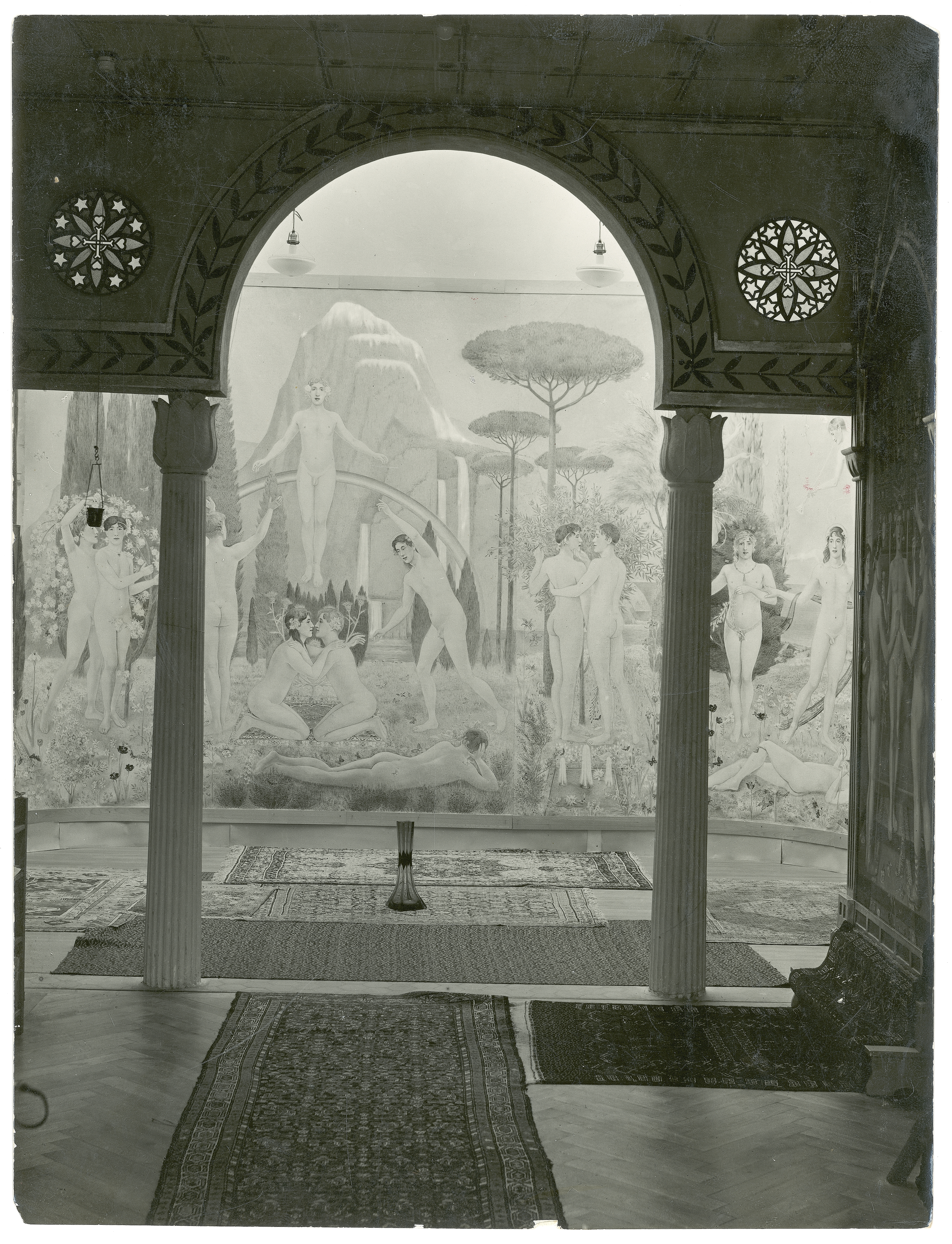
Вид через преддверие ротонды с циклорамой

В 1911 году пара основала общину кларизма в Веймаре, а в 1913 году — в Цюрихе. Основой учения была вера в то, что гомоэротическая эстетика может дать шанс людям освободиться от «уродств мирской реальности», что Эрос может объединить чувства и разум, восстановив тем самым целостность человеческой природы. Элизар фон Купфер оппонировал ортодоксальному христианству, монизму, движению за «реформу жизни», сочувствовал идеям Елены Блаватской и научного прогресса, а также разработал собственную теорию гендера и сексуальности.
В 1913 году в галерее Борджи во Флоренции состоялась первая выставка картин Элизара фон Купфера, которая провозгласила «живопись кларизма».

### В Швейцарии
В 1915 году пара покинула Италию из-за растущей враждебности к немцам на фоне Первой мировой войны. Они переехали в швейцарский кантон Тичино, где в 1922 году получили гражданство и осели до конца своей жизни. Именно там в 1920 году Элизар фон Купфер начал работу над монументальной циклической панорамой, именуемой изначально «Klarwelt». Части этой работы были впервые выставлены в 1924 году.
В 1925 году Элисар и Эдуард приобрели участок в местечке Минусио округа Локарно. 1 августа 1927 года они построили там здание «храма кларизма», названного «Санктуариум Артис Элисарион» («Sanctuarium Artis Elisarion»), которое также служило им домом. В последующий период Элизар фон Купфер резко сократил свои литературные изыскания, полностью посвятив себя живописи и созданию иконографии кларизма. Все взаимодействия с обществом по распространению нового философского учения взял на себя Эдуард фон Майер. В 1930 году Элизар фон Купфер завершил монументальную живописную циклораму «Die Klarwelt der Seligen» («Ясный мир блаженных»). Однако ротонда для её экспонирования была возведена  при «храме» только в 1939 году. После начала Второй мировой войны деятельность общины кларизма претерпела кризис. Его усилили проблемы со здоровьем Элизара фон Купфера. 31 октября 1942 года он скончался.

## Наследие

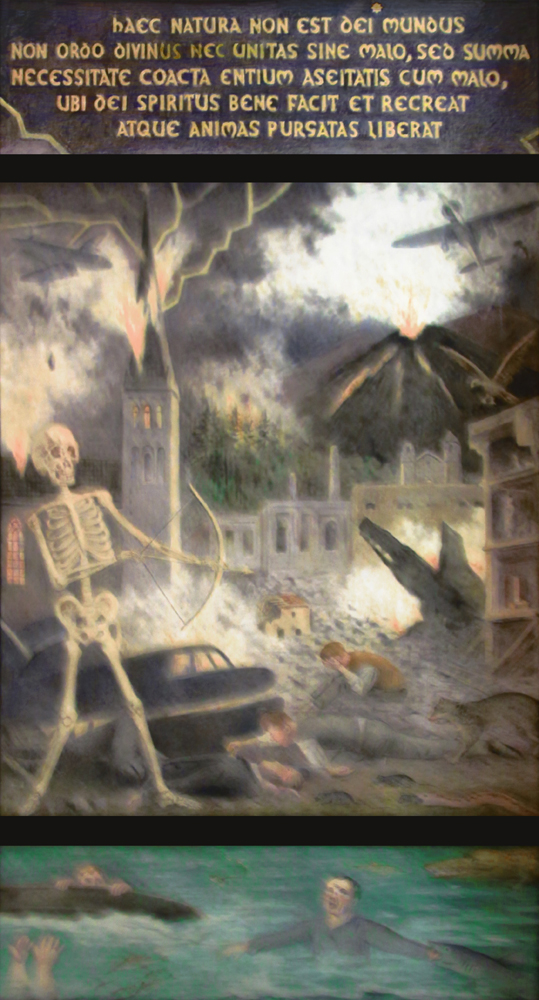
Падение

После смерти спутника жизни Эдуард фон Майер взял на себя задачи по архивированию его наследия. Однако, опасаясь осуждения общества, он уничтожил документы, подразумевающие его гомосексуальность: те что касались его отношений с Элизаром, а также контактов с гомосексуальной субкультурой, в том числе с Магнусом Хиршфельдом, журналами «Jahrbuch der sexuellen Zwischenstufen» и «Der Eigene», авторства гендерной теорией кларизма «Das Mysterium der Geschlechter» («Тайна полов»). Постепенно их дом-храм превратился в местную достопримечательность-«диковинку», а затем угас. Эдуард фон Майер умер в 1960 году, завещав храм кантону. В 1973 году после смерти бывшего эконома здание перешло в ведение муниципалитета. Из-за бюрократических проволочек (в том числе вероятно по гомофобным мотивам) «храм» подвергся запустению и разрушению. В 1976 году его экспозицией заинтересовался искусствовед Харальд Зееман. Он спас наследие художника, вывезя его в местную анархо-художественную общину на холме Монте Верита. В 1981 году там открылся «Centro Culturale Elisarion», где в 1987 году в отдельно построенном здании стала экспонироваться циклорама фон Купфера. В 2021 году в выставочном комплексе Монте Верита была проведена большая реконструкция панорамы, воспроизведены утраченные ротонда и балдахин над ней. В 1981 году же после непрофессиональной реконструкции, уничтожившей часть наследия, в здании бывшего «храма» был открыт муниципальный культурный центр, часть экспозиции которого была посвящена творчеству фон Купфера. В 2008 году была учреждена общественная благотворительная организация «The Pro Elisarion association», призванная сохранить наследие художника.

### Живопись

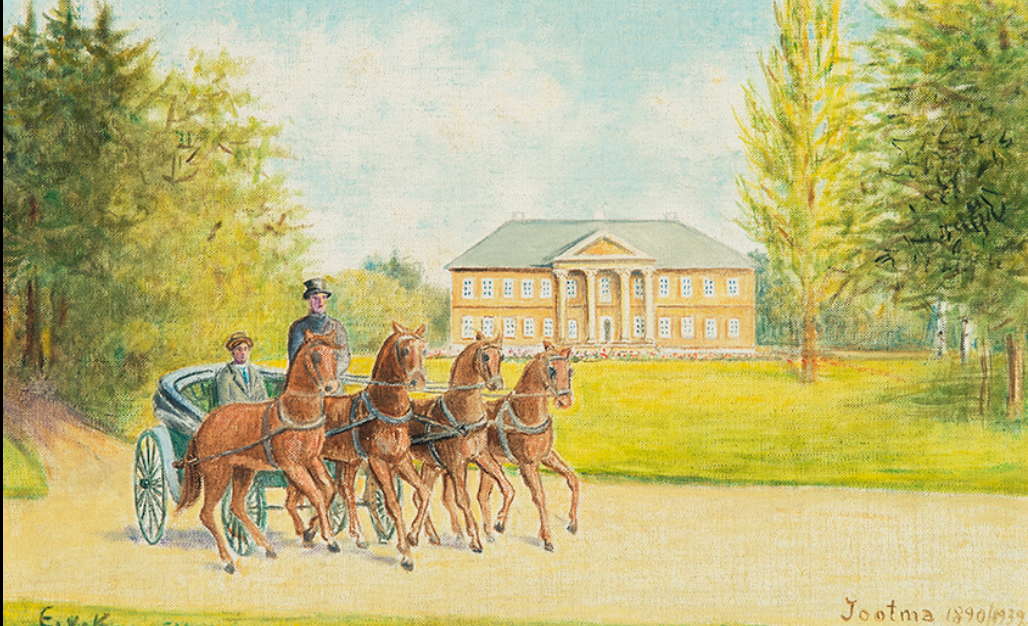
Повозка в поместье на мызе Йоотме, Элизар фон Купфер, ок. 1900 г. Centro Elisarion

Большинство своих живописных работ Элизар фон Купфер создал между 1905 и 1930 годами. В них много отсылок к классическому искусству Античности, при этом заметно выраженное влияние французского символизма, в том числе художников Пюви де Шаванна и Мориса Дени. Среди источников вдохновения Элизар фон Купфер называл и творчество немецкого модерниста Людвига фон Гофмана, с которым они вероятно были лично знакомы. Исследователи отмечают и определённое влияние философии таких художников-абстракционистов как Василий Кандинский и Пит Мондриан.
До недавнего времени искусствоведы оценивали живопись Элизара фон Купфера как китч, критикуя его работы за псевдоантичные и «чрезмерно гейские» сюжеты. Однако в последнее время интерес исследователей к ней возродился как в культурном, так историческом контекстах. Искусствоведы считают творчество Элизара фон Купфера важным элементом в истории искусства модерна. Кроме того, его гендерное самовыражение представляется уникальным явлением для той эпохи.
В работах художника и мыслителя важное значение имела теософская философия, которая рассматривала мир как взаимодействие энергий и живопись как его часть. Согласно этому учению между зрителем и картиной происходит «энергетическое взаимодействие», в результате которого человек становится единим целым с окружающим миром. Согласно кларизму искусство как «эманация Бога как эротической силы» должно способствовать преобразованию общество. Изображения обнажённых тел (в том числе автопортреты) понималось Элизаром фон Купфером как геккелевская «художественная форма природы» и божественное выражение.
В живописи художника важное место занимают многочисленные автопортреты в образах щеголеватого художника-философа, Ганимеда, Святого Себастьяна, юноши-андрогина или победоносного героя.
|                    |                    |                      |               |         |          |                        |                          |                         |                  |             |                       |                       |             |            |      |
| Автопортрет (1917) | Разоружение (1914) | Час освящения (1919) | Крест в Свете | Ганимед | На пляже | Укротитель птиц (1918) | Души перед судьей (1937) | Святой Себастьян (1913) | Святой Себастьян | Лунный свет | Храмовый танец (1918) | Юноша у камина (1925) | Воскресенье | Новый союз | Воин |

Кульминацией творчества Элизара фон Купфера стала его монументальная живописная циклорама «Ясный мир блаженных», созданная для ротонды замысленного в будущем «храма кларизма». Первоначально она также именовалась как «Парфенонский фриз веры в Эроса». Начатая в начале 1920-х годов, циклорама была завершена в 1929 году и стала зримым воплощением идей нового теософского учения. Элизар фон Купфер в своей автобиографии утверждал, что идея полотна пришла ему ещё в шестилетнем возрасте, когда он приснился себе восседающим на лотосе (отсылка к буддизму). В картине можно выделить 33 сюжета, изображённых на фоне сменяющихся пейзажей времён года и рельефов местности. На полотне нарисованы 84 обнажённых мужских и андрогинных фигур, украшенных лентами и цветами. Задний план изображает горы и равнины, различную растительность по разным климатическим зонам, порхающих стаи бабочек. Картина имеет чёткую ритмическую структуру. Горизонтальные линии заданы пейзажем на заднем плане и лежащими обнажёнными телами на переднем. Вертикальные ориентиры также оформляются через линии окружающей природы (горами и деревьями) и стоящих фигурами. Группы мужчин формируют пирамидообразные смещённые друг на друга композиции, что смазывает статичность картины. В 1940-х годах вышла книга стихов фон Купфера «Zur Vertiefung in das Sanctuarium Artis Elisarion», в которой каждая глава объясняла одну из сцен циклорамы.